# Аль Мейзлум
Аль Мейзлум (англ. al-Mathlum, араб. مظلوم) — поселення у Сирії, що складає численну сирійську арабську общину в нохії Хішам, яка входить до складу мінтаки Дайр-ез-Заур у східній сирійській мухафазі Дайр-ез-Заур.